# Matrimandir
El Matrimandir (en sánscrito, «Templo de la Madre») es un edificio de importancia espiritual para los practicantes del yoga integral, situado en el centro de Auroville (India) y fundado por Sri Aurobindo y Mirra Alfassa («la Madre»). Es considerado «el alma de la ciudad» y se encuentra en un gran espacio abierto llamado «Paz».

## Descripción

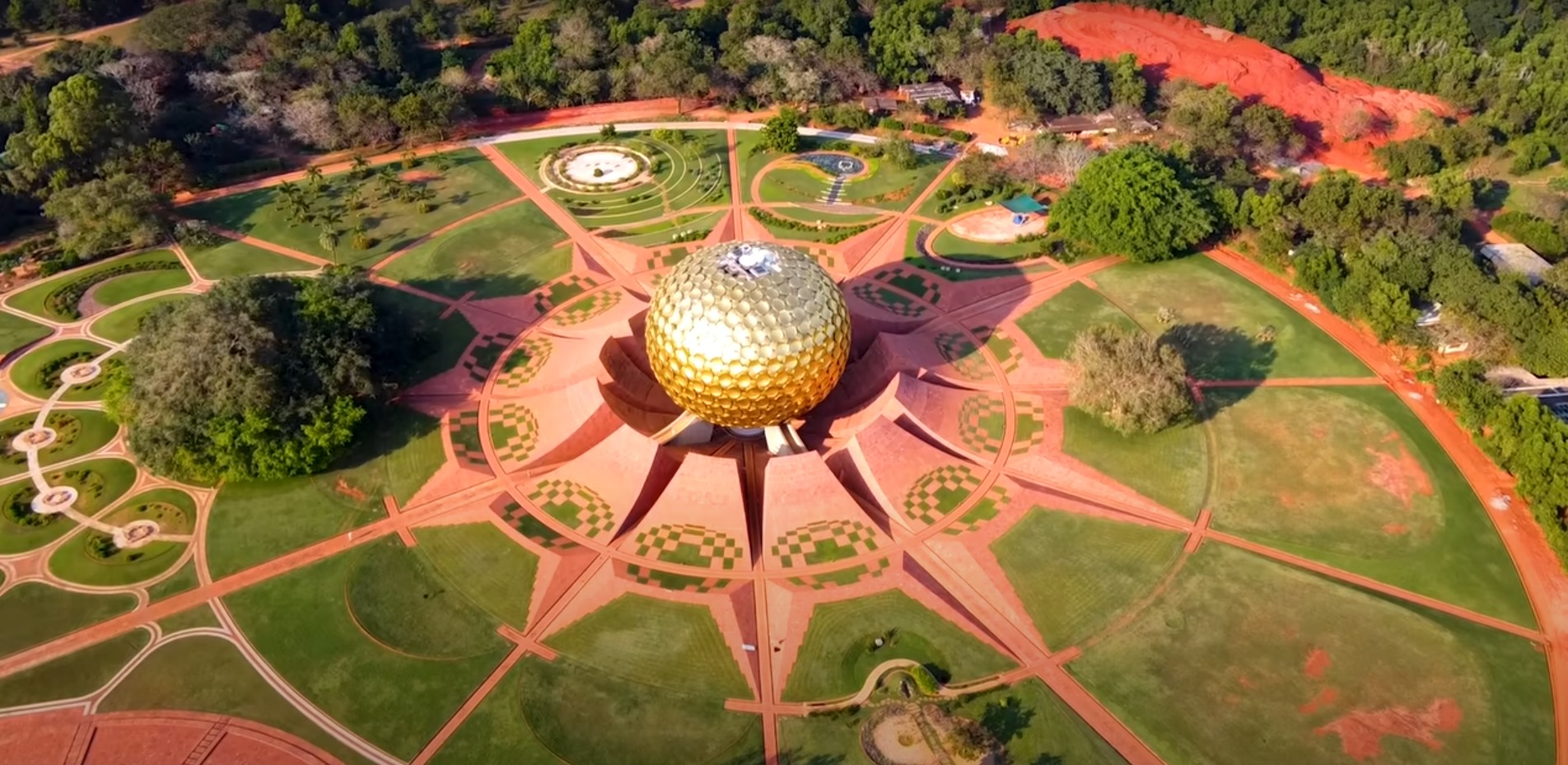
Vista aérea del Matrimandir.

El Matrimandir se tardó en construir treinta y siete años, desde la puesta de la primera piedra al amanecer del 21 de febrero de 1971 —el día del 93.º cumpleaños de Mirra Alfassa— hasta su finalización en 2008. Tiene forma de una inmensa esfera dorada de 36 metros de diámetro rodeada por doce «pétalos». Esta cúpula geodésica está revestida con discos dorados que reflejan la luz del sol, lo que le da a la estructura su característico resplandor.
En el interior de la cúpula hay una sala de meditación conocida como la «cámara interior». Esta gigantesca sala, que tiene sus paredes revestidas de mármol blanco, alberga el mayor globo de vidrio ópticamente perfecto del mundo (con 70 cm de diámetro), el cual está iluminado por los rayos del sol gracias a un juego de espejos instalado en el techo. Concebido como un lugar destinado a la meditación, esta cámara no contiene flores, incienso ni música susceptibles de evocar a un edificio religioso. El Matrimandir y los jardines que lo rodean están abiertos al público con cita previa.
Los cuatro pilares principales que sostienen la estructura del Matrimandir y la cámara interior están situados en los cuatro puntos cardinales de la brújula. Estos cuatro pilares simbolizan los cuatro aspectos de la Madre descritos por Sri Aurobindo:

Cuatro grandes aspectos de la Madre, cuatro de sus principales poderes y personalidades han estado al frente de su guía de este universo y de sus trato con el juego terrestre.

| Nombre                      | Simbolismo |
| Maheshwari (pilar sur)      | «...su personalidad de amplitud tranquila, sabiduría comprensiva, benignidad calmada, compasión inagotable, majestad soberana e incomparable y grandeza todopoderosa».      |
| Mahakali (pilar norte)      | «...su poder de espléndida fuerza e irresistible pasión, su estado de ánimo guerrero, su voluntad abrumadora, su impetuosa rapidez y una fuerza que hace temblar al mundo». |
| Mahalakshmi (pilar este)    | «...vívida, dulce y maravillosa con su profundo secreto de belleza, armonía y ritmo, su intrincada y sutil opulencia, su irresistible atracción y su cautivadora gracia».   |
| Mahasaraswati (pilar oeste) | «...equipada con su cercana y profunda capacidad de conocimiento íntimo, su cuidadoso trabajo impecable y su tranquila y exacta perfección en todas las cosas».             |

Descrita como una «gigantesca pelota de golf dorada similar al Epcot Center» por la guía Lonely Planet del sur de la India, el Matrimandir es visible desde todos los puntos del territorio de la ciudad. En 2016, el lugar acogió un pandal en homenaje a las víctimas de los atentados del 13 de noviembre de 2015 en París.